# Pedro Cordero Martín
Pedro Cordero Martín   (Badalona, 28 de gener de 1972) és un ex-atleta paralímpic amb una paràlisi cerebral congènita. Al 2012 es va traslladar a viure a Olesa de Montserrat. Va ser esportista paralímpic entre els anys 2003 i 2016. Ha representat a Espanya com a jugador de Botxes als Jocs Paralímpics del 2004, 2008 i 2012. Va guanyar la medalla de bronze en dues ocasions en aquests jocs, al 2004 a Atenes i al 2008 Pequín en la categoria de BC1-BC2. També va obtenir la medalla de Bronze al Campionat del Món l'any 2010.